# Tegula
Tegula is een geslacht van weekdieren uit de klasse van de Gastropoda (slakken).

## Soorten
- Tegula atra (Lesson, 1830)
- Tegula aureotincta (Forbes, 1850)
- Tegula bergeroni McLean, 1970
- Tegula brunnea (Philippi, 1849)
- Tegula cooksoni (E. A. Smith, 1877)
- Tegula corteziana McLean, 1970
- Tegula corvus (Philippi, 1850)
- Tegula eiseni Jordan, 1936
- Tegula euryomphala (Jonas, 1844)
- Tegula excavata (Lamarck, 1822)
- Tegula fasciata (Born, 1778)
- Tegula felipensis McLean, 1970
- Tegula funebralis (A. Adams, 1855)
- Tegula gallina (Forbes, 1850)
- Tegula globulus (Carpenter, 1857)
- Tegula gruneri (Philippi, 1849)
- Tegula hotessieriana (d'Orbigny, 1842)
- Tegula ignota Ramírez-Böhme, 1976
- Tegula ligulata (Menke, 1850)
- Tegula lividomaculata (C. B. Adams, 1845)
- Tegula luctuosa (d'Orbigny, 1841)
- Tegula mariana (Dall, 1919)
- Tegula melaleucos (Jonas, 1844)
- Tegula montereyi (Kiener, 1850)
- Tegula panamensis (Philippi, 1849)
- Tegula patagonica (d'Orbigny, 1835)
- Tegula pellisserpentis (Wood, 1828)
- Tegula pfeifferi (Philippi, 1846)
- Tegula picta McLean, 1970
- Tegula pulligo (Gmelin, 1791)
- Tegula puntagordana Weisbord, 1962
- Tegula quadricostata (W. Wood, 1828)
- Tegula regina Stearns, 1892
- Tegula rubroflammulata (Koch in Philippi, 1843)
- Tegula rugosa (A. Adams, 1851)
- Tegula snodgrassi (Pilsbry & Vanatta, 1902)
- Tegula tridentata (Potiez & Michaud, 1838)
- Tegula verdispira McLean, 1970
- Tegula verrucosa McLean, 1970
- Tegula viridula (Gmelin, 1791)